# Japalak, Osh
Japalak (tiếng Kyrgyz: Жапалак) là thị trấn nằm ở vùng Osh, Kyrgyzstan. Tính đến năm 2021, dân số ước tính thị trấn này là 4.181 người.